# Neochóri (ort i Grekland, Mellersta Makedonien, Nomós Serrón)
Neochóri (Neochori) är en ort i Grekland.   Den ligger i prefekturen Nomós Serrón och regionen Mellersta Makedonien, i den nordöstra delen av landet, 300 km norr om huvudstaden Aten. Neochóri ligger 33 meter över havet och antalet invånare är 1 227.
Terrängen runt Neochóri är platt åt sydväst, men åt nordost är den kuperad.Runt Neochóri är det ganska glesbefolkat, med 48 invånare per kvadratkilometer. Närmaste större samhälle är Serrai, 4,5 km nordväst om Neochóri. Trakten runt Neochóri består till största delen av jordbruksmark.